# Jangsao-kultúra
A Jangsao (Yangshao)-kultúra az elsőként felfedezett és legjobban ismert kínai neolitikus kultúra. A kultúra Honan (Henan) tartomány Miencse (Mianchi) (渑池) megyéjében lévő Jangsao (Yangshao) (仰韶) faluról nyerte a nevét, ahol a svéd Johan Gunnar Andersson (1874–1960) archeológus folytatott ásatásokat 1921-ben. A Jangsao (Yangshao)-kultúrához több mint ezer archeológiai helyszín kapcsolható a Sárga-folyó völgyében. A Jangsao (Yangshao)-kerámiákat számos periódusra és stílusra lehet felosztani, de mind megegyezik abban, hogy a vöröses alapon fekete vagy sötétbarna motívumokkal díszítettek.

## Jellemzői

A Jangsao (Yangshao)-kultúra elhelyezkedése

1953-ban egy gyár alapjainak lerakása közben a Jangsao (Yangshao)-kultúrához tartozó, i. e. 5. évezredre datálható teljes neolitikus falu maradványait fedezték fel Hszi'an (Xi'an) város Panpo (Banpo) (半坡) nevű külterületén. 12–40 négyzetméteres kőházakat találtak, egy 160 négyzetméteres, közösséginek tételezett házzal együtt. Az ajtók és kapuk általában délre néztek. A legtöbb eszközt (ásót, baltát, reszelőt, edényt, tűt, horgot) kőből készítették, és ismerték a szövés technikáját. A településtől elkülönítve volt egy fazekasnegyed, és a településtől északra a felnőttek számára egy 250 síros temetőkert, mely utóbbiban a férfiakat és nőket külön temették. A felnőttek sírjában személyes és praktikus tárgyakat helyeztek el, a nőkében átlagosan többet mint a férfiakéban. A gyerekeket urnában és a falun belül helyezték el. A lakók halászatból, kölestermesztésből, kutya- és disznótartásból éltek. A Panpo (Banpo)ban talált edények festettek, ezért az itteni kultúrát festettkerámia-kultúrának is nevezik. Az edények alakja nem túl változatos (kuan (guan), pen (ben), ping és fu formák). A vöröses alapszínre fekete ábrákat festettek (hal, béka, szarvas, madár, maszk, geometrikus ábrázolások). Az állítólag matriarchátusra épülő Panpo (Banpo) település az egész világon az egyik legteljesebben fennmaradt neolitikus mezőgazdasági közösség. 1958-ban állították fel Panpo (Banpo)ban a lelőhelyet bemutató múzeumot.
Csiangcsaj (Jiangzhai) (姜寨) településen (Senhszi (Shaanxi) tartományban) egy másik jól elrendezett falut találtak. A falu közepén egy szabad tér volt, körülötte helyezkedtek el a házak öt csoportban. Minden csoport közepén egy magasabb ház állt, körülötte 10–12 kisebbel. A falut 2 méter széles és 2 méter mély vizesárok vette körbe, melyen túl három temetőt is találtak, 170 felnőtt maradványaival. A gyerekek urnáit itt is a lakóhelyhez közel helyezték el.
A Pujang (Puyang) (濮阳) város melletti Hszisujpo (Xishuipo)ban (西水坡) fedezték fel egy Jangsao (Yangshao)-kultúrához tartozó sírban a legkorábbi ismert sárkányábrázolást, amelyet kagylóhéjból raktak ki.
A Jangsao (Yangshao) kultúrát Panpo (Banpo) és Miaotikou (Miaodigou)  (廟底溝) fázisra szokás osztani. A kelet-kínai Tavenkou (Dawenkou)- és Lungsan (Longshan)-kultúra számos vonatkozásban szoros kapcsolatokat mutat a Miaotikou (Miaodigou) fázissal, ezért azt gyakran a kelet-kínai kultúrkörhöz is sorolják.

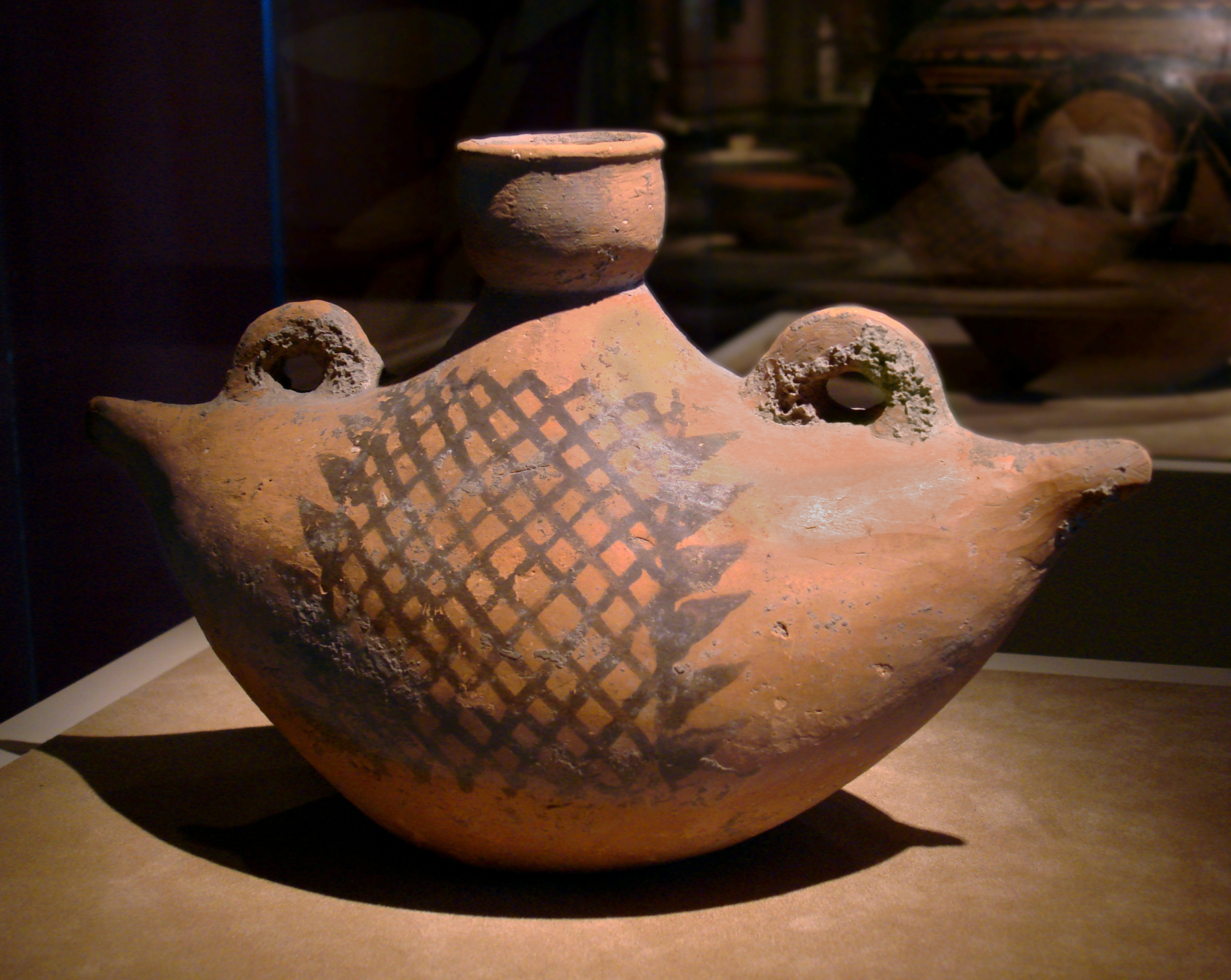
Csónak alakú cserépkorsó
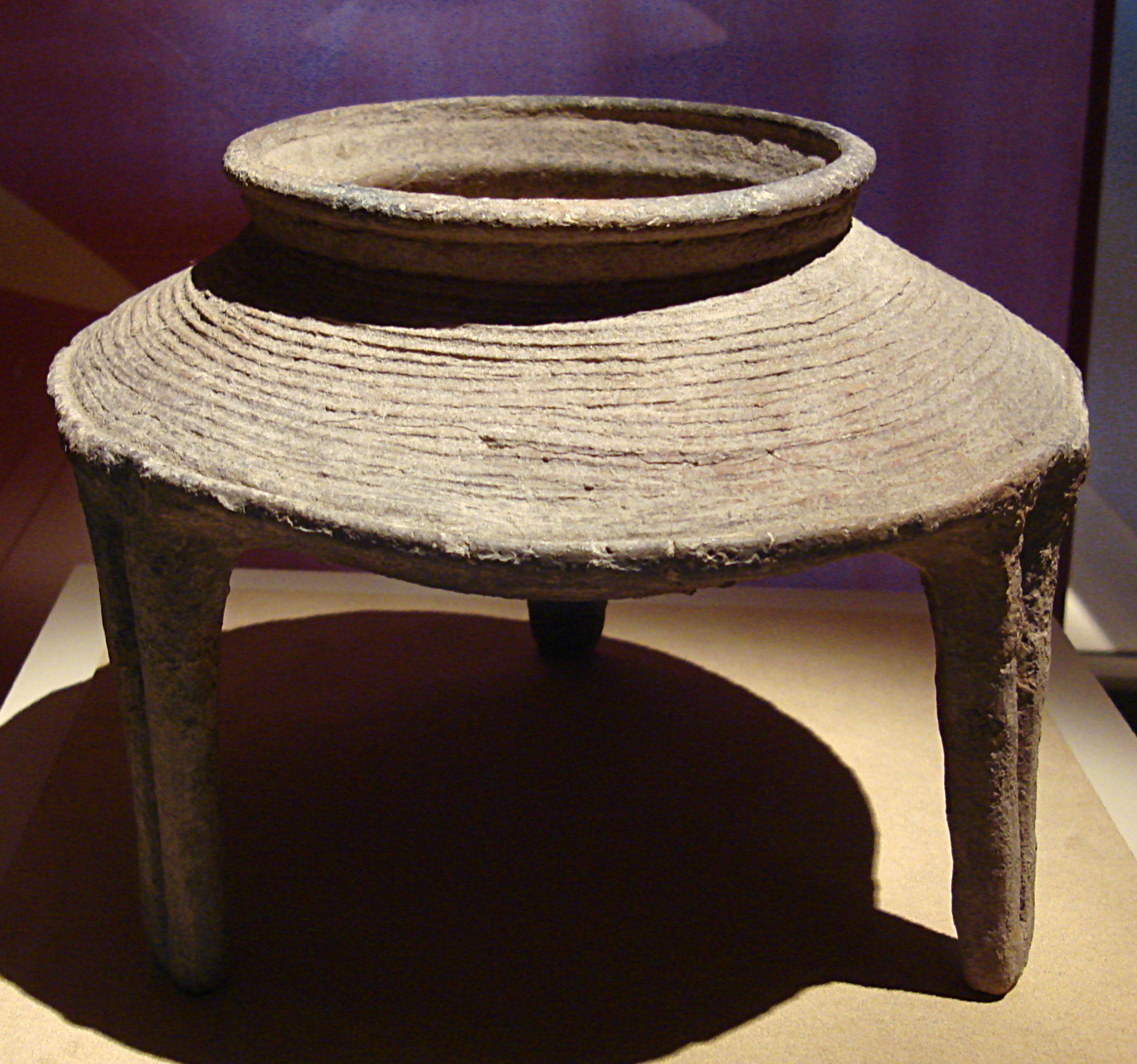
Háromlábú cserép főzőedény
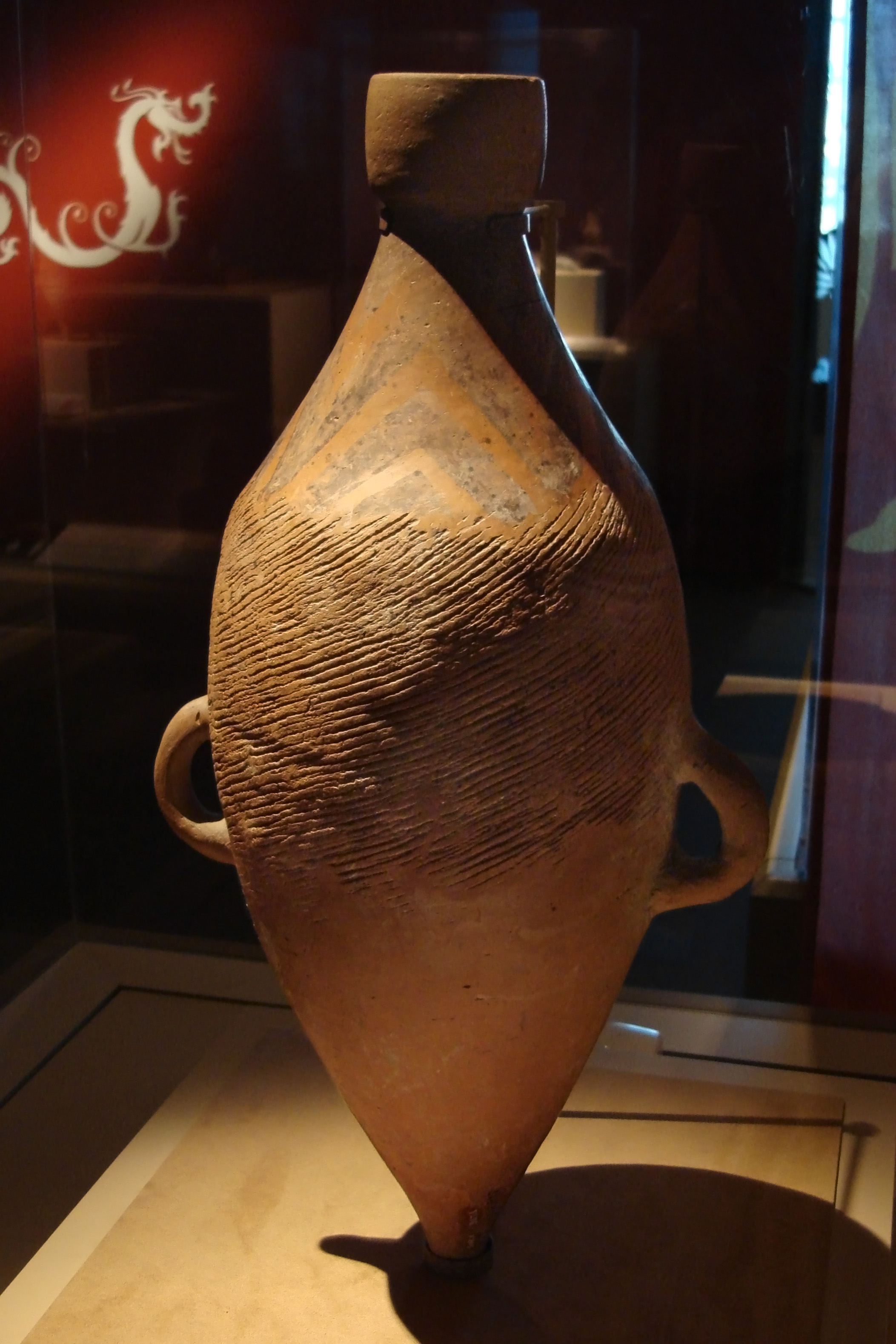
Vizes korsó
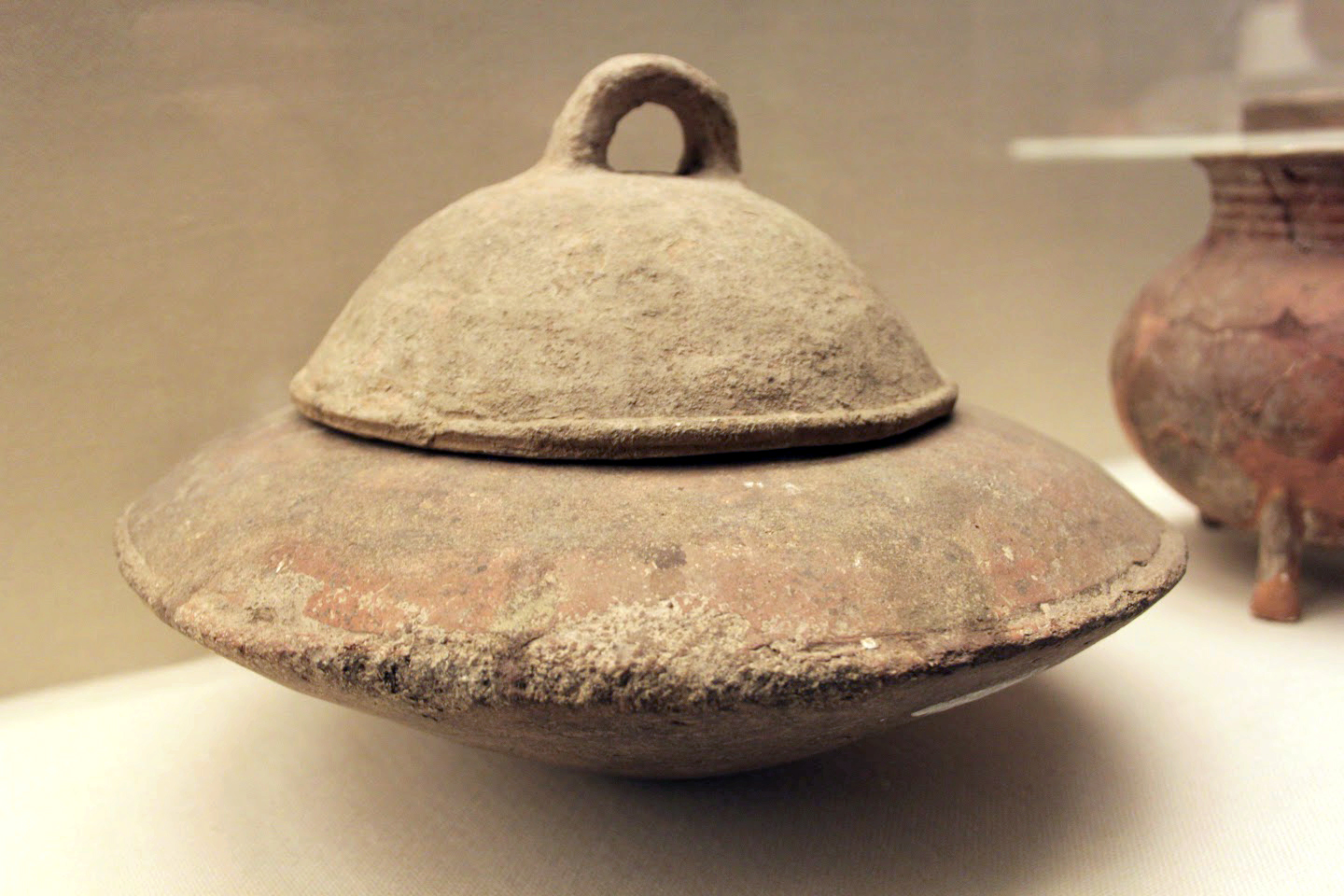
Fu-típusu cserépüst
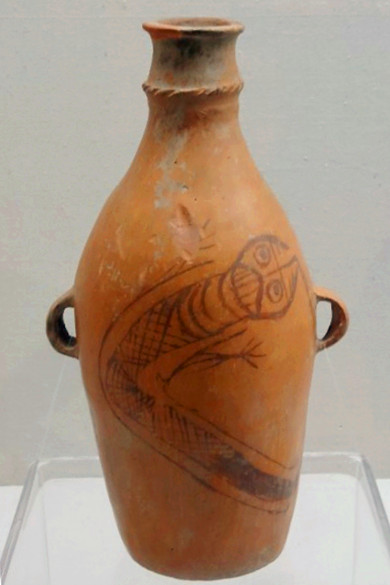
Óriás szalamandra motívummal díszített cserépkorsó
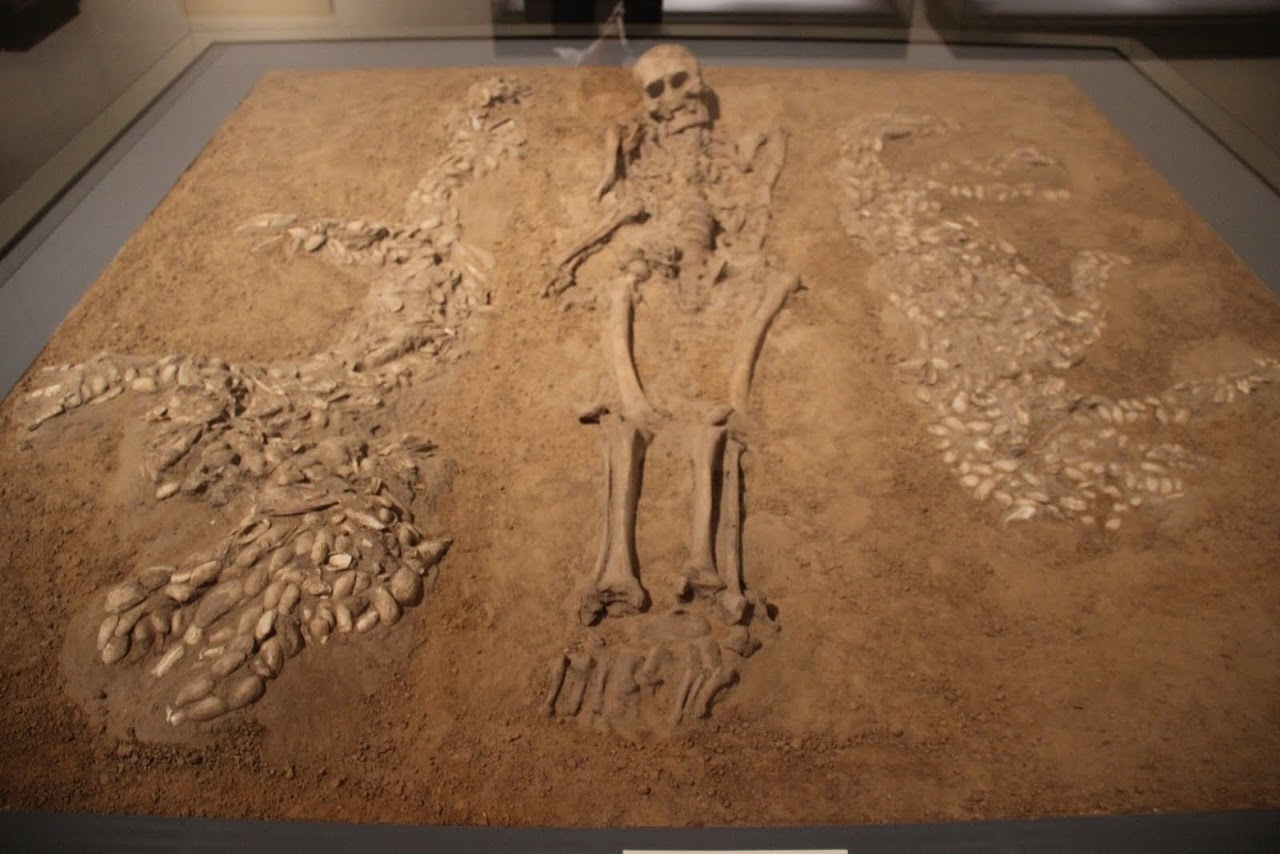
Feltárt sír: emberi csontváz kagylókból kirakott állatmotívumokkal
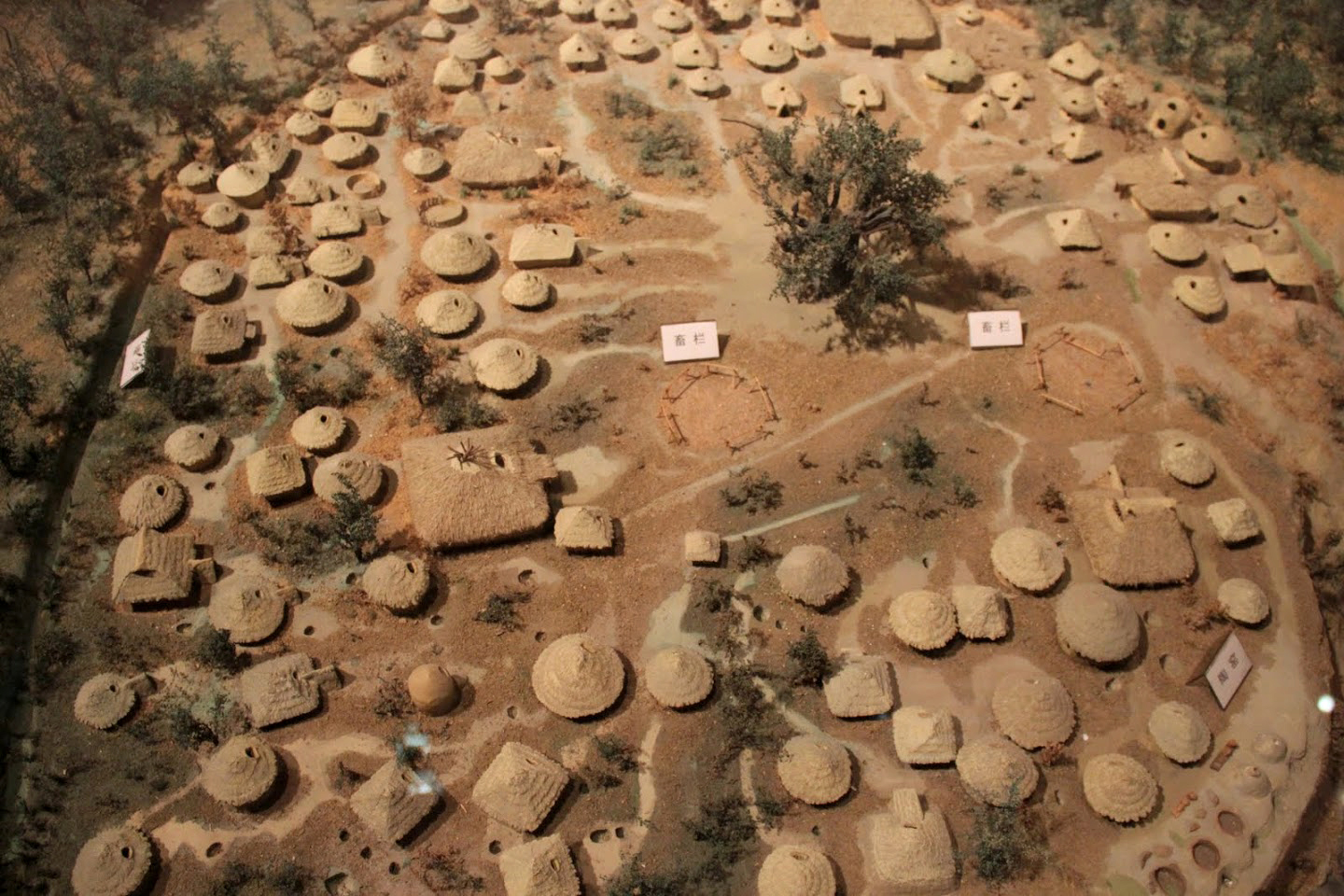
Egy korabeli falu makettje